# Teorema de l'altura
El teorema de l'altura estableix que en un triangle rectangle (ABC), l'altura (BH) respecte a la hipotenusa és mitjana proporcional o geomètrica entre els dos segments (AH i HC) en què l'altura divideix la hipotenusa.
Expressat algebraicament, 
{\displaystyle {\overline {BH}}^{2}={\overline {AH}}\cdot {\overline {HC}}}

Triangle rectangle ABC amb altura BH

on H és el peu de la perpendicular a AC per B.
Nota: en aquest article es fa ús de la notació corrent dels triangles rectangles amb les tres lletres majúscules que representen cadascun dels seus tres vèrtex i on la central és l'angle recte. Per la designació de segments i la seva longitud s'usen les dues lletres majúscules que representen els seus extrems. Per exemple, DEF seria el triangle rectangle amb vèrtex D, E (corresponent a l'angle recte) i F, amb catets DE i FE i hipotenusa DF.

## Demostració
Els dos angles aguts de qualsevol triangle rectangle són complementaris, ja que la suma dels angles de qualsevol triangle és un angle pla, mentre que els triangle rectangles, tenen el tercer angle recte.
Notació: s'usa α per designar l'angle en A, γ per designar l'angle en C i β per designar l'angle en B del triangle rectangle BHC.
Atenent al triangle ABC, veiem que α i γ són complementaris. Atenent al triangle BHC, veiem que γ i β són complementaris. D'aquesta manera, podem afirmar que β i α són iguals.
ABC i BHC són triangles semblants perquè tenen dos angles iguals: β i α i el recte. Pel teorema de Tales,
{\displaystyle {\frac {\overline {BH}}{\overline {AH}}}={\frac {\overline {HC}}{\overline {BH}}}}
d'on, reordenant, s'obté l'expressió algebraica del teorema. Q.E.D.

## Què es pot fer amb el teorema de l'altura
- Càlcul geomètric de la mitjana proporcional de dos segments de longitud a i b: Alineant els dos segments a (AH) i b (HC), es pot obtenir l'arc capaç de 90° del segment a+b (AC). El segment perpendicular a a+b que va des del seu punt d'unió (H) fins a intersecar amb l'arc capaç al punt B és la mitjana proporcional o geomètrica de a i b. Per demostrar-ho, només cal aplicar el teorema de l'altura al triangle rectangle ABC, d'angle recte a B.

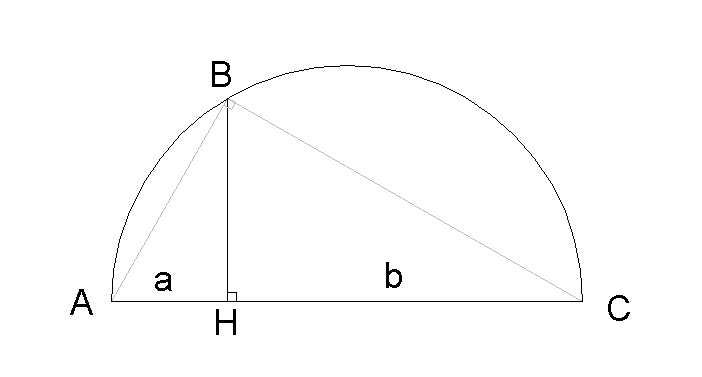
Construcció geomètrica per a l'obtenció de la mitjana geomètrica amb el teorema de l'altura